# Крап (Вашингтон)
Крап (енгл. Krupp) град је у америчкој савезној држави Вашингтон. По попису становништва из 2010. у њему је живело 48 становника.

## Демографија
Према попису становништва из 2010. у граду је живело 48 становника, што је 12 (20,0%) становника мање него 2000. године.
| Група             | 2000.      | 2010.      |
| Белци             | 50 (83,3%) | 47 (97,9%) |
| Афроамериканци    | 0 (0,0%)   | 0 (0,0%)   |
| Азијати           | 1 (1,7%)   | 0 (0,0%)   |
| Хиспаноамериканци | 3 (5,0%)   | 1 (2,1%)   |
| Укупно            | 60         | 48         |